# Manjur
Manjur [Manžur] (chinesisch 滿洲裡市 / 满洲里市, Pinyin Mǎnzhōulǐ shì; mongolisch ᠮᠠᠨᠵᠤᠤᠷ ᠬᠣᠲᠠ
Manjuur qota) ist eine kreisfreie Stadt, die zum Verwaltungsgebiet der bezirksfreien Stadt Hulun Buir im Autonomen Gebiet Innere Mongolei der Volksrepublik China gehört. Manjur hat eine Fläche von 696 km² und ca. 300.000 Einwohner (Ende 2010).
Die Stadt ist als Grenzstadt zu Russland und durch diverse Handelshäusern das Verkehrs-, Kommunikations- und Handelszentrum Hulun Buirs. Für den kontinentalen Außenhandel mit Russland ist Manjur wichtig für ganz Nordostchina.

## Geschichte
Die Funde der Djalai-Nor-Gräber deuten auf die Östliche Han-Dynastie.

## Administrative Gliederung
Auf Gemeindeebene setzt sich Manjur aus elf Straßenvierteln und zusammen. Diese sind:
- der Chinesisch-Russischen Markthandelszone (中俄互市贸易区) unterstellt:
  - Straßenviertel Daobei (道北街道);
  - Straßenviertel Xinghua (兴华街道);
- der „Manzhouli Grenzgebiets-Zone für ökonomische Kooperation“ (满洲里边境经济合作区) unterstellt:
  - Straßenviertel Dongshan (东山街道);
  - Straßenviertel Daonan (道南街道);
- dem Donghu-Bezirk (东湖区) unterstellt:
  - Straßenviertel Xinkaihe (新开河街道);
- dem „Jalainur-Minenbezirk“ (扎赉诺尔矿区) unterstellt:
  - Straßenviertel Diyi (第一街道);
  - Straßenviertel Di’er (第二街道);
  - Straßenviertel Disan (第三街道);
  - Straßenviertel Disi (第四街道);
  - Straßenviertel Diwu (第五街道);
  - Straßenviertel Lingquan (灵泉街道).

## Ethnische Gliederung der Bevölkerung von Manjur (2000)
Beim Zensus 2000 wurden in Manjur 181.112 Einwohner gezählt (Bevölkerungsdichte: 260,22 Einwohner/km²).
| Name des Volkes | Einwohner | Anteil  |
| --------------- | --------- | ------- |
| Han             | 164.524   | 90,84 % |
| Mongolen        | 7.910     | 4,37 %  |
| Mandschu        | 4.533     | 2,5 %   |
| Hui             | 2.423     | 1,34 %  |
| Daur            | 860       | 0,48 %  |
| Koreaner        | 342       | 0,19 %  |
| Russen          | 224       | 0,12 %  |
| Ewenken         | 141       | 0,08 %  |
| Xibe            | 39        | 0,02 %  |
| Oroqen          | 20        | 0,01 %  |
| Sonstige        | 96        | 0,05 %  |

## Verkehr

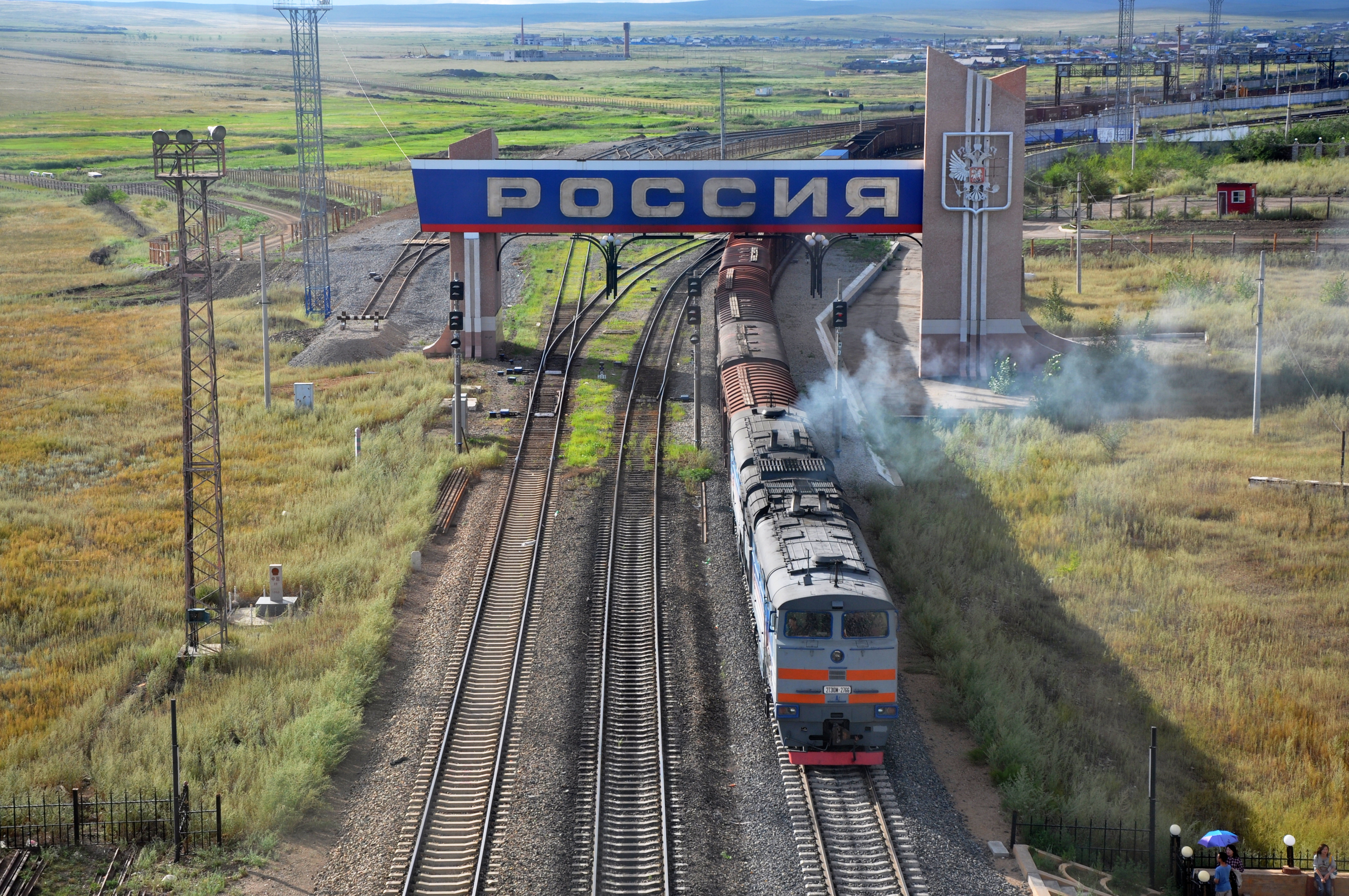
Güterzug auf der Grenze zwischen Russland und China

Die Stadt besitzt einen Bahnhof an der Sabaikalskaja schelesnaja doroga (Transbaikal-Eisenbahn) bzw. der Ostchinesischen Eisenbahn, die als Teil der ursprünglichen Transsibirischen Eisenbahn Tschita mit dem chinesischen Eisenbahnnetz und durch die Inneren Mongolei und Mandschurei mit Wladiwostok verbinden. Über den gegenüberliegenden russischen Grenzort Sabaikalsk und die Transsibirische Eisenbahn ist die Stadt mit dem europäischen Schienennetz verbunden und ist damit Übergangsbahnhof für europäische Güterzüge nach China und Reisezüge von Moskau nach Peking. Hier wechselt die Spurweite von russischer Breitspur auf Normalspur.
Neben der Bahnstrecke besitzt die Stadt einen Grenzübergang für Kraftfahrzeuge und Fußgänger.